# Сварочный автомат
Сварочный автомат — механизм, который представляет собой конструктивное объединение сварочной головки с механизмом её перемещения вдоль шва, механизмами установочных перемещений, устройством для подачи флюса или защитного газа, катушками или кассетами для проволоки, пультами управления или других устройств.
Если сварочный аппарат перемещается в процессе сварки механизированным способом, то он называется сварочным автоматом.

## Классификация сварочных аппаратов автоматов
Существуют сварочные автоматы универсальные и специализированные, которые различаются по следующим признакам:
- по способу перемещения вдоль линии сварного соединения: самоходные и несамоходные (подвесные)
- по способу защиты зоны дуги — сварочные аппараты для сварки под флюсом (Ф), в защитных газах (Г), без внешней защиты (ПРО), под флюсом и в защитных газах (ФГ)
- по виду электрода — сварочные автоматы для сварки плавящимся и не плавящимся электродом;
- по виду плавящегося электрода — для сварки проволочным электродом ленточным электродом штучными электродами;
- по числу электродов с общим подводом сварочного тока — одноэлектродные, двухэлектродный, Многоэлектродные;
- по числу дуг при раздельном питании электродов сварочным током — однодуговые, двудуговые, многодуговые;
- по технологическому назначению — сварочные аппараты для наплавки, для сварки;
- по роду применяемого тока — сварочные автоматы для сварки постоянным током, переменным током, постоянным и переменным током;
- по способу подачи электродной проволоки — с независимой от напряжения на дуге подачей, с зависимой от напряжения на дуге подачей;
- по способу регулирования скорости сварки (для самоходных аппаратов) и подачи электродной проволоки — с плавным, с плавно-ступенчатым, со ступенчатым регулированием;
- по способу формирования металла шва: для сварки со свободным формированием, с принудительным формированием.